# Codice ATC J
Il codice ATC J degli anti-infettivi ad uso sistemico è una sezione del sistema di classificazione Anatomico Terapeutico e Chimico, un sistema di codici alfanumerici sviluppato dall'OMS per la classificazione dei farmaci e altri prodotti medici.
Codici per uso veterinario (codici ATC) possono essere creati, attraverso una lettera Q posta di fronte al codice ATC umano: QJ ...
Numeri nazionali della classificazione ATC possono includere codici aggiuntivi non presenti in questa lista, che segue la versione OMS.
J Antinfettivi ad uso sistemico

J01 - Antibatterici per uso sistemico

J02 - Antimicotici per uso sistemico

J04 - Anti-micobatterici

J05 - Antivirali per uso sistemico

Uso solo umano

J06 - Sieri immunologici e immunoglobuline

J07 - vaccini

ATCvet solo

QJ51 - Antibatterici per uso intramammario

QJ54 - Antimicobatterici per uso intramammario